# Gran Premio di superbike di Valencia 2006
Il Gran Premio di superbike di Valencia 2006 è stato la terza prova su dodici del campionato mondiale Superbike 2006, disputato il 23 aprile sul circuito di Valencia, in gara 1 ha visto la vittoria di Troy Bayliss davanti a Troy Corser e Lorenzo Lanzi, lo stesso identico risultato si è ripetuto anche in gara 2.
La vittoria nella gara valevole per il campionato mondiale Supersport 2006 è stata ottenuta da Sébastien Charpentier, mentre la gara della Superstock 1000 FIM Cup viene vinta da Alessandro Polita e quella del campionato Europeo della classe Superstock 600 da Xavier Siméon.

## Risultati

### Gara 1

#### Arrivati al traguardo[6]
| Pos. | Nº  | Pilota             | Squadra                     | Motocicletta       | Giri | Tempo     | Griglia | Punti |
| ---- | --- | ------------------ | --------------------------- | ------------------ | ---- | --------- | ------- | ----- |
| 1º   | 21  | Troy Bayliss       | Ducati Xerox                | Ducati 999 F06     | 23   | 37:04.634 | 2º      | 25    |
| 2º   | 1   | Troy Corser        | Alstare Suzuki Corona Extra | Suzuki GSXR1000 K6 | 23   | +0:02.765 | 1º      | 20    |
| 3º   | 57  | Lorenzo Lanzi      | Ducati Xerox                | Ducati 999 F06     | 23   | +0:14.225 | 3º      | 16    |
| 4º   | 3   | Norifumi Abe       | Yamaha Motor France-Ipone   | Yamaha YZF R1      | 23   | +0:17.126 | 8º      | 13    |
| 5º   | 41  | Noriyuki Haga      | Yamaha Motor Italia WSB     | Yamaha YZF R1      | 23   | +0:18.225 | 10º     | 11    |
| 6º   | 71  | Yukio Kagayama     | Alstare Suzuki Corona Extra | Suzuki GSXR1000 K6 | 23   | +0:18.495 | 12º     | 10    |
| 7º   | 11  | Rubén Xaus         | Sterilgarda - Berik         | Ducati 999 F05     | 23   | +0:22.693 | 13º     | 9     |
| 8º   | 55  | Régis Laconi       | PSG-1 Kawasaki Corse        | Kawasaki ZX10R     | 23   | +0:24.233 | 6º      | 8     |
| 9º   | 52  | James Toseland     | Winston Ten Kate Honda      | Honda CBR 1000RR   | 23   | +0:28.799 | 9º      | 7     |
| 10º  | 88  | Andrew Pitt        | Yamaha Motor Italia WSB     | Yamaha YZF R1      | 23   | +0:28.946 | 11º     | 6     |
| 11º  | 4   | Alex Barros        | Klaffi Honda                | Honda CBR 1000RR   | 23   | +0:34.558 | 16º     | 5     |
| 12º  | 38  | Shin'ichi Nakatomi | Yamaha Motor France-Ipone   | Yamaha YZF R1      | 23   | +0:37.151 | 21º     | 4     |
| 13º  | 84  | Michel Fabrizio    | D.F.X. Treme                | Honda CBR 1000RR   | 23   | +0:43.368 | 18º     | 3     |
| 14º  | 33  | José David de Gea  | Honda BQR                   | Honda CBR 1000RR   | 23   | +0:45.753 | 19º     | 2     |
| 15º  | 15  | Fabien Foret       | Alstare Eng. Corona Extra   | Suzuki GSXR1000 K6 | 23   | +0:46.586 | 14º     | 1     |
| 16º  | 13  | Vittorio Iannuzzo  | Celani Team Suzuki Italia   | Suzuki GSXR1000 K6 | 23   | +0:49.648 | 22º     |       |
| 17º  | 20  | Marco Borciani     | Sterilgarda - Berik         | Ducati 999 F05     | 23   | +0:58.220 | 20º     |       |
| 18º  | 200 | Giovanni Bussei    | Winston Ten Kate Honda      | Honda CBR 1000RR   | 23   | +1:00.656 | 26º     |       |
| 19º  | 116 | Franco Battaini    | Kawasaki Bertocchi          | Kawasaki ZX10R     | 23   | +1:10.607 | 30º     |       |
| 20º  | 66  | Norino Brignola    | Team Guandalini             | Ducati 999 RS      | 23   | +1:11.443 | 25º     |       |
| 21º  | 35  | Sergio Fuertes     | Coronas Suzuki Motorrad     | Suzuki GSXR1000 K6 | 23   | +1:11.752 | 29º     |       |
| 22º  | 18  | Craig Jones        | Foggy Petronas Racing       | Petronas FP1       | 23   | +1:15.123 | 27º     |       |
| 23º  | 9   | Chris Walker       | PSG-1 Kawasaki Corse        | Kawasaki ZX10R     | 23   | +1:40.231 | 7º      |       |
| 24º  | 34  | Josep Monge        | Yamaha Factory              | Yamaha YZF R1      | 20   | +3 giri   | 32º     |       |

#### Ritirati
| Nº | Pilota            | Squadra                   | Motocicletta     | Giri | Griglia |
| -- | ----------------- | ------------------------- | ---------------- | ---- | ------- |
| 10 | Fonsi Nieto       | PSG-1 Kawasaki Corse 2    | Kawasaki ZX10R   | 17   | 5º      |
| 61 | Lorenzo Alfonsi   | Yamaha Motor France-Ipone | Yamaha YZF R1    | 16   | 33º     |
| 69 | Gianluca Nannelli | D.F.X. Treme              | Honda CBR 1000RR | 14   | 23º     |
| 99 | Steve Martin      | Foggy Petronas Racing     | Petronas FP1     | 13   | 4º      |
| 44 | Roberto Rolfo     | Ducati SC - Caracchi      | Ducati 999 F05   | 13   | 15º     |
| 8  | Ivan Clementi     | Team Pedercini            | Ducati 999 RS    | 10   | 24º     |
| 76 | Max Neukirchner   | Team Pedercini            | Ducati 999 RS    | 10   | 17º     |

### Gara 2

#### Arrivati al traguardo[7]
| Pos. | Nº  | Pilota             | Squadra                     | Motocicletta       | Giri | Tempo     | Griglia | Punti |
| ---- | --- | ------------------ | --------------------------- | ------------------ | ---- | --------- | ------- | ----- |
| 1º   | 21  | Troy Bayliss       | Ducati Xerox                | Ducati 999 F06     | 23   | 37:06.508 | 2º      | 25    |
| 2º   | 1   | Troy Corser        | Alstare Suzuki Corona Extra | Suzuki GSXR1000 K6 | 23   | +0:00.790 | 1º      | 20    |
| 3º   | 57  | Lorenzo Lanzi      | Ducati Xerox                | Ducati 999 F06     | 23   | +0:15.133 | 3º      | 16    |
| 4º   | 3   | Norifumi Abe       | Yamaha Motor France-Ipone   | Yamaha YZF R1      | 23   | +0:16.004 | 8º      | 13    |
| 5º   | 41  | Noriyuki Haga      | Yamaha Motor Italia WSB     | Yamaha YZF R1      | 23   | +0:16.929 | 10º     | 11    |
| 6º   | 10  | Fonsi Nieto        | PSG-1 Kawasaki Corse 2      | Kawasaki ZX10R     | 23   | +0:17.056 | 5º      | 10    |
| 7º   | 9   | Chris Walker       | PSG-1 Kawasaki Corse        | Kawasaki ZX10R     | 23   | +0:19.967 | 7º      | 9     |
| 8º   | 55  | Régis Laconi       | PSG-1 Kawasaki Corse        | Kawasaki ZX10R     | 23   | +0:21.395 | 6º      | 8     |
| 9º   | 88  | Andrew Pitt        | Yamaha Motor Italia WSB     | Yamaha YZF R1      | 23   | +0:21.801 | 11º     | 7     |
| 10º  | 84  | Michel Fabrizio    | D.F.X. Treme                | Honda CBR 1000RR   | 23   | +0:32.166 | 18º     | 6     |
| 11º  | 52  | James Toseland     | Winston Ten Kate Honda      | Honda CBR 1000RR   | 23   | +0:32.259 | 9º      | 5     |
| 12º  | 38  | Shin'ichi Nakatomi | Yamaha Motor France-Ipone   | Yamaha YZF R1      | 23   | +0:32.355 | 21º     | 4     |
| 13º  | 15  | Fabien Foret       | Alstare Eng. Corona Extra   | Suzuki GSXR1000 K6 | 23   | +0:32.648 | 14º     | 3     |
| 14º  | 4   | Alex Barros        | Klaffi Honda                | Honda CBR 1000RR   | 23   | +0:33.875 | 16º     | 2     |
| 15º  | 99  | Steve Martin       | Foggy Petronas Racing       | Petronas FP1       | 23   | +0:38.052 | 4º      | 1     |
| 16º  | 44  | Roberto Rolfo      | Ducati SC - Caracchi        | Ducati 999 F05     | 23   | +0:40.284 | 15º     |       |
| 17º  | 20  | Marco Borciani     | Sterilgarda - Berik         | Ducati 999 F05     | 23   | +0:44.877 | 20º     |       |
| 18º  | 76  | Max Neukirchner    | Team Pedercini              | Ducati 999 RS      | 23   | +0:49.267 | 17º     |       |
| 19º  | 33  | José David de Gea  | Honda BQR                   | Honda CBR 1000RR   | 23   | +0:51.754 | 19º     |       |
| 20º  | 200 | Giovanni Bussei    | Winston Ten Kate Honda      | Honda CBR 1000RR   | 23   | +0:56.747 | 26º     |       |
| 21º  | 116 | Franco Battaini    | Kawasaki Bertocchi          | Kawasaki ZX10R     | 23   | +1:01.652 | 30º     |       |
| 22º  | 66  | Norino Brignola    | Team Guandalini             | Ducati 999 RS      | 23   | +1:11.288 | 25º     |       |
| 23º  | 69  | Gianluca Nannelli  | D.F.X. Treme                | Honda CBR 1000RR   | 23   | +1:12.297 | 23º     |       |
| 24º  | 34  | Josep Monge        | Yamaha Factory              | Yamaha YZF R1      | 23   | +1:23.967 | 32º     |       |
| 25º  | 18  | Craig Jones        | Foggy Petronas Racing       | Petronas FP1       | 23   | +1:25.553 | 27º     |       |
| 26º  | 13  | Vittorio Iannuzzo  | Celani Team Suzuki Italia   | Suzuki GSXR1000 K6 | 21   | +2 giri   | 22º     |       |

#### Ritirati
| Nº | Pilota          | Squadra                     | Motocicletta       | Giri | Griglia |
| -- | --------------- | --------------------------- | ------------------ | ---- | ------- |
| 11 | Rubén Xaus      | Sterilgarda - Berik         | Ducati 999 F05     | 8    | 13º     |
| 71 | Yukio Kagayama  | Alstare Suzuki Corona Extra | Suzuki GSXR1000 K6 | 7    | 12º     |
| 8  | Ivan Clementi   | Team Pedercini              | Ducati 999 RS      | 6    | 29º     |
| 35 | Sergio Fuertes  | Coronas Suzuki Motorrad     | Suzuki GSXR1000 K6 | 6    | 24º     |
| 61 | Lorenzo Alfonsi | Yamaha Motor France-Ipone   | Yamaha YZF R1      | 4    | 33º     |

### Supersport

#### Arrivati al traguardo
| Pos. | Nº  | Pilota                | Squadra                     | Motocicletta    | Giri | Tempo     | Griglia | Punti |
| ---- | --- | --------------------- | --------------------------- | --------------- | ---- | --------- | ------- | ----- |
| 1º   | 16  | Sébastien Charpentier | Winston Ten Kate Honda      | Honda CBR 600RR | 23   | 38'12.713 | 1º      | 25    |
| 2º   | 11  | Kevin Curtain         | Yamaha Motor Germany        | Yamaha YZF R6   | 23   | +6.537    | 2º      | 20    |
| 3º   | 3   | Katsuaki Fujiwara     | Megabike Honda              | Honda CBR 600RR | 23   | +9.454    | 3º      | 16    |
| 4º   | 23  | Broc Parkes           | Yamaha Motor Germany        | Yamaha YZF R6   | 23   | +11.750   | 4º      | 13    |
| 5º   | 127 | Robbin Harms          | Stiggy Motorsports          | Honda CBR 600RR | 23   | +17.007   | 6º      | 11    |
| 6º   | 32  | Yoann Tiberio         | Megabike Honda              | Honda CBR 600RR | 23   | +19.548   | 9º      | 10    |
| 7º   | 12  | Javier Forés          | SLM Racing                  | Yamaha YZF R6   | 23   | +22.400   | 5º      | 9     |
| 8º   | 55  | Massimo Roccoli       | Yamaha Team Italia          | Yamaha YZF R6   | 23   | +22.513   | 12º     | 8     |
| 9º   | 45  | Gianluca Vizziello    | Yamaha Team Italia          | Yamaha YZF R6   | 23   | +24.708   | 15º     | 7     |
| 10º  | 77  | Barry Veneman         | Hoegee Suzuki               | Suzuki GSX 600R | 23   | +25.317   | 7º      | 6     |
| 11º  | 75  | Joshua Brookes        | Manila Grace SC             | Ducati 749 R    | 23   | +27.194   | 20º     | 5     |
| 12º  | 37  | William De Angelis    | Intermoto Czech Klaffi      | Honda CBR 600RR | 23   | +31.740   | 16º     | 4     |
| 13º  | 25  | Tatu Lauslehto        | Dark Dog Stiggy Motorsports | Honda CBR 600RR | 23   | +37.082   | 17º     | 3     |
| 14º  | 145 | Sébastien Le Grelle   | Legrelle - Honda Belgium    | Honda CBR 600RR | 23   | +41.951   | 19º     | 2     |
| 15º  | 27  | Tom Tunstall          | Hardinge Ice Valley M.      | Honda CBR 600RR | 23   | +42.816   | 23º     | 1     |
| 16º  | 38  | Grégory Leblanc       | Vazy Racing                 | Honda CBR 600RR | 23   | +48.139   | 28º     |       |
| 17º  | 8   | Maxime Berger         | Gil Motor Sport             | Kawasaki ZX6RR  | 23   | +48.715   | 24º     |       |
| 18º  | 121 | Alessio Aldrovandi    | CRS Grand Prix              | Honda CBR 600RR | 23   | +55.319   | 21º     |       |
| 19º  | 5   | Alessio Velini        | Umbria Bike                 | Yamaha YZF R6   | 23   | +55.964   | 32º     |       |
| 20º  | 17  | Miguel Praia          | Team Parkalgar              | Honda CBR 600RR | 23   | +59.054   | 30º     |       |
| 21º  | 21  | Chris Peris           | Bikersdays Yamaha Moto 1    | Yamaha YZF R6   | 23   | +1'06.039 | 29º     |       |
| 22º  | 58  | Tomas Miksovsky       | Intermoto Czech Klaffi      | Honda CBR 600RR | 23   | +1'11.403 | 31º     |       |
| 23º  | 60  | Vladimir Ivanov       | Vector Racing               | Yamaha YZF R6   | 23   | +1'36.670 | 35º     |       |
| 24º  | 57  | Luka Nedog            | Manila Grace SC             | Ducati 749 R    | 23   | +1'36.993 | 37º     |       |

#### Ritirati
| Nº  | Pilota             | Squadra                     | Motocicletta    | Giri | Griglia |
| --- | ------------------ | --------------------------- | --------------- | ---- | ------- |
| 6   | Mauro Sanchini     | RG Team                     | Yamaha YZF R6   | 16   | 27º     |
| 68  | David Forner       | Tati Team Beaujolais Racing | Yamaha YZF R6   | 13   | 33º     |
| 15  | Andrea Berta       | SLM Racing                  | Yamaha YZF R6   | 12   | 36º     |
| 41  | Kenny Noyes        | Yamaha - GMT 94             | Yamaha YZF R6   | 11   | 18º     |
| 22  | Kai Børre Andersen | Hoegee Suzuki               | Suzuki GSX 600R | 9    | 11º     |
| 116 | Johan Stigefelt    | Dark Dog Stiggy Motorsports | Honda CBR 600RR | 7    | 13º     |
| 73  | Christian Zaiser   | LBR Ducati Racing           | Ducati 749 R    | 4    | 14º     |
| 54  | Kenan Sofuoğlu     | Winston Ten Kate Honda      | Honda CBR 600RR | 3    | 8º      |
| 7   | Stéphane Chambon   | Gil Motor Sport             | Kawasaki ZX6RR  | 3    | 25º     |
| 88  | Julien Enjolras    | Tati Team Beaujolais Racing | Yamaha YZF R6   | 0    | 22º     |
| 33  | Victor Carrasco    | Honda BQR                   | Honda CBR 600RR | 0    | 34º     |

### Superstock 1000

#### Arrivati al traguardo
| Pos. | Nº | Pilota             | Squadra                   | Motocicletta      | Giri | Tempo     | Griglia | Punti |
| ---- | -- | ------------------ | ------------------------- | ----------------- | ---- | --------- | ------- | ----- |
| 1º   | 53 | Alessandro Polita  | Celani Suzuki Italia      | Suzuki GSX1000 K6 | 13   | 22'04.712 | 3º      | 25    |
| 2º   | 36 | Iván Silva         | D'Antin MotoGP            | Kawasaki ZX 10R   | 13   | +0.303    | 1º      | 20    |
| 3º   | 86 | Ayrton Badovini    | Biassono - Unionbike      | MV Agusta         | 13   | +3.751    | 4º      | 16    |
| 4º   | 16 | Enrique Rocamora   | RG Team                   | Yamaha YZF R1     | 13   | +5.418    | 5º      | 13    |
| 5º   | 9  | Luca Scassa        | EVR Corse Ormeni Racing   | MV Agusta         | 13   | +5.729    | 2º      | 11    |
| 6º   | 11 | Denis Sacchetti    | PSG-1 Kawasaki Corse      | Kawasaki ZX 10R   | 13   | +9.290    | 7º      | 10    |
| 7º   | 32 | Sheridan Morais    | EMS Racing                | Suzuki GSX1000 K6 | 13   | +9.409    | 9º      | 9     |
| 8º   | 77 | Claudio Corti      | Yamaha Team Italia        | Yamaha YZF R1     | 13   | +10.143   | 12º     | 8     |
| 9º   | 42 | Alex Martinez      | PMS Corse                 | Kawasaki ZX 10R   | 13   | +10.149   | 6º      | 7     |
| 10º  | 73 | Simone Saltarelli  | PMS Corse                 | Kawasaki ZX 10R   | 13   | +13.128   | 11º     | 6     |
| 11º  | 15 | Matteo Baiocco     | Umbria Bike               | Yamaha YZF R1     | 13   | +18.002   | 13º     | 5     |
| 12º  | 47 | Richard Cooper     | MS Racing                 | Honda CBR 1000RR  | 13   | +25.076   | 19º     | 4     |
| 13º  | 99 | Danilo Dell'Omo    | T.C.M. Team Cruciani Moto | Suzuki GSX1000 K6 | 13   | +27.910   | 15º     | 3     |
| 14º  | 5  | Riccardo Chiarello | Lightspeed Kawasaki Supp. | Kawasaki ZX 10R   | 13   | +29.890   | 14º     | 2     |
| 15º  | 57 | Ilario Dionisi     | Team Trasimeno            | Yamaha YZF R1     | 13   | +29.983   | 16º     | 1     |
| 16º  | 41 | Nick Henderson     | Beowulf Motorsport.com    | Suzuki GSX1000 K6 | 13   | +43.870   | 24º     |       |
| 17º  | 17 | Cedric Tangre      | Yohann Motor Sport        | Suzuki GSX1000 K6 | 13   | +48.156   | 25º     |       |
| 18º  | 44 | Roberto Lunadei    | 44 Racing                 | Yamaha YZF R1     | 13   | +53.594   | 27º     |       |
| 19º  | 24 | Marko Jerman       | MD Team Jerman            | Suzuki GSX1000 K6 | 13   | +55.866   | 26º     |       |
| 20º  | 12 | Leonardo Biliotti  | EVR Corse Ormeni Racing   | MV Agusta         | 13   | +57.565   | 30º     |       |
| 21º  | 37 | Francisco Oliver   | Alapont Competition       | Yamaha YZF R1     | 13   | +57.875   | 23º     |       |
| 22º  | 35 | Allard Kerkhoven   | Oliveira Suzuki           | Suzuki GSX1000 K6 | 13   | +1'07.168 | 33º     |       |
| 23º  | 14 | Mauro Belliero     | Azione Corse              | Honda CBR 1000RR  | 13   | +1'08.336 | 31º     |       |
| 24º  | 55 | Olivier Depoorter  | Autophone Racing          | Yamaha YZF R1     | 13   | +1'15.611 | 28º     |       |
| 25º  | 69 | David Fouloi       | TKR Suzuki Switzerland    | Suzuki GSX1000 K6 | 13   | +1'16.070 | 22º     |       |
| 26º  | 10 | Giuseppe Natalini  | Team Trasimeno            | Yamaha YZF R1     | 13   | +1'22.046 | 34º     |       |
| 27º  | 28 | Sepp Vermonden     | Racing Dirk Van Mol       | Suzuki GSX1000 K6 | 13   | +1'23.182 | 17º     |       |
| 28º  | 18 | Eric van Bael      | SRC Racing                | Suzuki GSX1000 K6 | 13   | +1'26.052 | 36º     |       |
| 29º  | 95 | Mashel Al Naimi    | D'Antin MotoGP            | Kawasaki ZX 10R   | 12   | +1 giro   | 35º     |       |

#### Ritirati
| Nº | Pilota          | Squadra                | Motocicletta      | Giri | Griglia |
| -- | --------------- | ---------------------- | ----------------- | ---- | ------- |
| 8  | Loic Napoleone  | Celani Suzuki Italia   | Suzuki GSX1000 K6 | 11   | 10º     |
| 31 | Giuseppe Barone | Unionbike GiMotosports | MV Agusta         | 11   | 29º     |
| 71 | Petter Solli    | Solli Racing           | Yamaha YZF R1     | 8    | 21º     |
| 96 | Matěj Smrž      | MS Racing              | Honda CBR 1000RR  | 6    | 8º      |
| 40 | Hervé Gantner   | Ticino Hosting Badan   | Yamaha YZF R1     | 6    | 20º     |
| 21 | Leon Bovee      | Piet Geluk Racing      | Suzuki GSX1000 K6 | 6    | 32º     |
| 34 | Mark Pollock    | EMS Racing             | Suzuki GSX1000 K6 | 4    | 18º     |

### Superstock 600

#### Arrivati al traguardo
| Pos. | Nº  | Pilota              | Squadra                     | Motocicletta    | Giri | Tempo     | Griglia | Punti |
| ---- | --- | ------------------- | --------------------------- | --------------- | ---- | --------- | ------- | ----- |
| 1º   | 19  | Xavier Siméon       | Alstare Suzuki Corona Extra | Suzuki GSX 600R | 11   | 18'59.468 | 1º      | 25    |
| 2º   | 59  | Niccolò Canepa      | Ducati Xerox Junior         | Ducati 749 R    | 11   | +5.192    | 2º      | 20    |
| 3º   | 22  | Santiago Barragán   | Team Laglisse               | Yamaha YZF R6   | 11   | +8.319    | 3º      | 16    |
| 4º   | 23  | Josep Pedró         | Yamaha Factory              | Yamaha YZF R6   | 11   | +11.021   | 9º      | 13    |
| 5º   | 27  | Francesc Gamell     | Yamaha Factory              | Yamaha YZF R6   | 11   | +12.802   | 19º     | 11    |
| 6º   | 10  | Davide Giugliano    | Lightspeed Kawasaki Supp.   | Kawasaki ZX6RR  | 11   | +14.227   | 10º     | 10    |
| 7º   | 30  | Michaël Savary      | Millet Racing Yamaha J.     | Yamaha YZF R6   | 11   | +22.975   | 20º     | 9     |
| 8º   | 56  | Daniel Sutter       | Peko Racing                 | Honda CBR 600RR | 11   | +23.244   | 22º     | 8     |
| 9º   | 99  | Roy Ten Napel       | Lian Products Racing        | Yamaha YZF R6   | 11   | +24.073   | 13º     | 7     |
| 10º  | 69  | Ondřej Ježek        | Gold Fren Team Erinac       | Kawasaki ZX6RR  | 11   | +25.011   | 21º     | 6     |
| 11º  | 89  | Domenico Colucci    | Ducati Xerox Junior         | Ducati 749 R    | 11   | +31.769   | 17º     | 5     |
| 12º  | 37  | Andrzej Chmielewski | Trasimeno Junior            | Yamaha YZF R6   | 11   | +32.057   | 27º     | 4     |
| 13º  | 24  | Daniele Beretta     | DBG Racing                  | Suzuki GSX 600R | 11   | +34.136   | 28º     | 3     |
| 14º  | 18  | Matt Bond           | Mist Suzuki                 | Suzuki GSX 600R | 11   | +35.586   | 26º     | 2     |
| 15º  | 8   | Andrea Antonelli    | Junior Team Italia Honda    | Honda CBR 600RR | 11   | +38.807   | 4º      | 1     |
| 16º  | 47  | Eddi La Marra       | Team Trasimeno              | Yamaha YZF R6   | 11   | +41.150   | 25º     |       |
| 17º  | 199 | Gregg Black         | Vazy Racing                 | Honda CBR 600RR | 11   | +42.100   | 16º     |       |
| 18º  | 41  | Gregory Junod       | TKR Suzuki Switzerland      | Suzuki GSX 600R | 11   | +43.104   | 29º     |       |
| 19º  | 26  | Will Gruy           | Trasimeno Junior            | Yamaha YZF R6   | 11   | +48.226   | 33º     |       |
| 20º  | 44  | Cristiano Erbacci   | 44 Racing                   | Yamaha YZF R6   | 11   | +52.073   | 32º     |       |
| 21º  | 28  | Yannick Guerra      | Team Laglisse               | Yamaha YZF R6   | 11   | +54.103   | 30º     |       |
| 22º  | 20  | Jan Prudik          | Intermoto Czech Klaffi      | Honda CBR 600RR | 11   | +54.507   | 34º     |       |
| 23º  | 32  | Robert Gianfardoni  | RG Team                     | Yamaha YZF R6   | 11   | +1'06.626 | 36º     |       |
| 24º  | 7   | Renato Costantini   | Junior Team Italia Honda    | Honda CBR 600RR | 11   | +1'07.059 | 5º      |       |
| 25º  | 34  | Alexander Lundh     | Stiggy Motorsports          | Honda CBR 600RR | 11   | +1'15.839 | 18º     |       |
| 26º  | 55  | Vincent Lonbois     | SRC Racing                  | Suzuki GSX 600R | 11   | +1'39.370 | 37º     |       |

#### Ritirati
| Nº  | Pilota                   | Squadra                 | Motocicletta    | Giri | Griglia |
| --- | ------------------------ | ----------------------- | --------------- | ---- | ------- |
| 196 | Jonathan Gallina         | SBP Racing Galvin       | Yamaha YZF R6   | 9    | 23º     |
| 88  | Mads Odin Hodt           | Hodt As Racing          | Yamaha YZF R6   | 9    | 12º     |
| 96  | Marcel van Nieuwenhuizen | Remar Racing Holland    | Suzuki GSX 600R | 4    | 24º     |
| 84  | Bostjan Pintar           | Inotherm Racing         | Yamaha YZF R6   | 3    | 15º     |
| 14  | Mathieu Gines            | Moto 1                  | Yamaha YZF R6   | 2    | 6º      |
| 77  | Barry Burrell            | MS Racing               | Honda CBR 600RR | 1    | 31º     |
| 16  | Chris Northover          | Mist Suzuki             | Suzuki GSX 600R | 1    | 35º     |
| 33  | Alessandro Colatosti     | PSG-1 Kawasaki Corse J. | Kawasaki ZX6RR  | 0    | 8º      |
| 31  | Lennart van Houwelingen  | Some Racing             | Suzuki GSX 600R | 0    | 14º     |
| 21  | Franck Millet            | Millet Racing Yamaha J. | Yamaha YZF R6   | 0    | 11º     |